# Therion texanum
Therion texanum là một loài tò vò trong họ Ichneumonidae.